# Anke Schäfer
Anke Schäfer (* 1962 in Krefeld) ist eine Video- und Performancekünstlerin, Filmemacherin und Theatertherapeutin. Schäfer ist Mitbegründerin des in Berlin ansässigen Research Instituts für Theatertherapie.

## Leben und Wirken
Anke Schäfer begann im Alter von 17 Jahren über einen Zeitraum von zwölf Jahren im Theater am Marienplatz (TAM) in Krefeld mitzuarbeiten. Sie beteiligte sich als Darstellerin und (Co-)Regisseurin in vielfältigen Musiktheater-Produktionen, u. a. in Werken von Carola Bauckholt, John Cage, Mauricio Kagel, Gerhard Rühm, Dieter Schnebel, Urs Peter Schneider sowie Gertrude Stein. Sie studierte an der Kunstakademie Düsseldorf in der Videoklasse von Nam June Paik und Nan Hoover. 1992 wurde sie für das postakademische Programm der Jan van Eyck-Akademie in Maastricht (NL) angenommen. 1997 wurde sie für den Prix de Rome „Art and Public Space“ nominiert. Im selben Jahr erhielt sie das Artist-in-Residence Stipendium der Stadt Wien. Gemeinsam mit der Künstlerin Desiree Palmen realisierte sie das performative Kunstprojekt „Sylvia Plaid & Jane Blond – Special Guests in Vienna“. 1999 Auswahl für das Artist-in-Residence-Stipendium des CAS-Kunstcenter in Osaka. Im selben Jahr initiierte und kuratierte Anke Schäfer gemeinsam mit Susanne Titz (damals NAK - Neuer Aachener Kunstverein), Mique Eggermont (damals Stichting Hedah Maastricht) und Anna Geukens (Begijnhof Hasselt) das internationale Kunstprojekt „SmokkelSchmuggelSmuggle 19992000“. Eine gleichnamige Publikation zum Projekt erschien 2000.
Anke Schäfer war von 1995 bis 2000 als Dozentin für Video- und Medienkunst an der Zuyd Hogeschool in Maastricht tätig.
2007 wurde sie ausgewählt für eine Artist-in-Residence in den Bag Factory Art Studios der Ford Foundation in Johannesburg. In Zusammenarbeit mit jungen Akteuren vom Market Theatre Lab und Schauspielstudierenden der Witwatersrand-Universität erstellte sie dort die Videoarbeit „Rehearsal Last Supper“ erstellte, eine Videoinstallation, die sich mit der in den vielfärigen südafrikanischen Sprachen geborgene Gewalt und Diskriminierung auseinandersetzte. Die Arbeit wurde u. a. 2008 beim European Media Art Festival in der Ausstellung „Young Identities - Global Youth“ präsentiert.
Von 2008 bis 2010 begleitete Schäfer im Auftrag des Goethe-Instituts über hundert Jugendliche aus 14 afrikanischen Ländern während eines theaterpädagogischen Projektes nach Namibia, Ghana, Togo, Uganda, Kenia und Südafrika. Hieraus entstand der Dokumentarfilm „Sprachfluss“ und die Videoarbeit und Kunstinstallation „Loreley in Afrika“.
Zeitgleich folgte sie (von 2008 bis 2011) eine Ausbildung zur Drama- und Theatertherapeutin bei der DGfT (Deutschen Gesellschaft für Theatertherapie) und dem Institut für Theatertherapie.
In 2010 nominierte die Stiftung Denkmal für die ermordeten Juden Europas ihr Videokonzept „Happy for no Reason“ für das „Denkmal für die im Nationalsozialismus verfolgten Homosexuellen“.
2010 und 2011 empfing sie vom Niederländischen Fonds für Bildende Kunst ein Stipendium für ihre performative Studie „Looking & Seeing“, verbunden mit einem Artist-in-Residence-Aufenthalt bei dem Kunst- und Atelierzentrum Kuona Trust Arts Center in Nairobi. Ihre Abschluss-Ausstellung „Move Slowly - To avoid accidents“ fand in Zusammenarbeit mit dem kenianischen Künstler Kota Otieno statt. Die Ausstellung umfasste Aufzeichnungen aus über 25 Workshop-Stunden, Skizzierungen der gemeinsam mit anderen Künstlern von Kuona durchgeführten systemisch-theatertherapeutisch angelegten Erforschung von Schauen und Anschauen.
Ende 2011 führte Anke Schäfer auf Einladung der Kunstsammlerin Bea Matthys Crepain in dem von ihren Mann Jo Crepain entworfenen Haus ein performatives Kunstprojekt durch, bei dem die über fünf Tage angelegte, gemeinsame performative Untersuchung der Räume zentral stand. Zum Abschluss fand die gemeinsame Performance „I AM WALL, I AM FLOOR, I AM DOOR“ vor geladenen Gästen statt.
Anke Schäfer ist seit 2011 des Weiteren tätig als Theatertherapeutin und Coach., wobei sie u. a. für den Zivilen Friedensdienst tätig war. Schäfer hat eine systemische film-basierte Methode („Film-Aufstellen“) entwickelt, mit der sie u. a. Kulturschaffende und Filmemacher*innen in verschiedenen Produktionsphasen coacht.
An der Alanus Hochschule für Kunst und Gesellschaft lehrte sie über sechs Jahre als Dozentin für Intermediale und interdisziplinäre Therapie.
Von 2016 bis 2021 war sie zudem wissenschaftliche Mitarbeiterin an der Alanus Hochschule für Kunst und Gesellschaft für den Bachelor-Studiengang Kunsttherapie und Sozialkunst.
Gemeinsam mit Ingrid Lutz gründete Anke Schäfer Anfang 2021 in Berlin das Institut für Theatertherapie R-ITT Research Institute for Theatre Therapy, dessen Leitung sie innehat.
Hier engagiert Schäfer sich für künstlerisch-basierte, feministische und intersektionale Forschung mit besonderem Fokus auf transkulturelle Aspekte und Fragen von Dekolonisierung.
Anke Schäfer ist Mitglied der Deutschen Gesellschaft für Theatertherapie e. V. und der WFKT - Wissenschaftlichen Fachgesellschaft Künstlerische Therapien.

## Auszeichnungen und Stipendien (Auswahl)
- 1995 Nominierung Prix de Rome „art & public space“, Niederlande
- 1996 Imaginary Reality, Hauptpreis World Wide Video Center, Den Haag
- 1997 Atelierhaus des Ministeriums, Wien, Stipendium als Artist in Residence
- 1999 CAS - Center for Arts and Spirits Osaka, Austauschprogramm Stichting Duende mit Unterstützung des Mondriaan Fonds; A-I-R mit Solo-Ausstellung.
- 2001 Stiftung Künstlerdorf Schöppingen, Stipendium als Artist in Residence
- 2002 Nominierung zum Videokunstpreis der Stadt Marl
- 2004 Nominierung für den „Deutschen Kurzfilmpreis für Animation“ durch das EMAF, (European Media Art Festival), Osnabrück
- 2006 Nominierung Videokunstpreis der Stadt Marl
- 2007 Bag Factory Johannesburg, Stipendium als Artist in Residence
- 2010 Nominierung durch die Stiftung Denkmal für die ermordeten Juden Europas, Berlin
- 2010 Kuona Trust Art Center (i.Zsa. mit Fonds BKVB), Stipendium als Artist in Residence

## Ausstellungen (Auswahl)
- 1996 M.O. - Met Ondertitel, Museum Koenig, Bonn
- 1997 Sylvia Plaid & Jane Blond, Kunsthalle Exnergasse, Wien
- 1998 Entropie zu Haus, Suermondt-Ludwig-Museum, Aachen
- 1999 Jane Blond in Hotel New York, im P.S.1, New York
- 2002 10. Videokunstpreis Marl, Skulpturenmuseum Glaskasten
- 2002 Candy TV / The Always Invited Guest, Weserburg Museum für moderne Kunst, Bremen
- 2003 Museum Kunstpalast, Düsseldorf
- 2006 „Videopool Körperein/satz“, Städtisches Museum Abteiberg, Mönchengladbach
- 2006 „VideoDictionary“, Impakt Festival und Gemeentemuseum Utrecht
- 2007 „Being Here“ (solo), Bag Factory Johannesburg, „Armed Response II“, Goethe-Institut Johannesburg
- 2008 „Be Welcome“ (solo), Kunsthalle Lophem, Belgien, „Young Identities - Global Youth“, EMAF 2008
- 2009 „ILUSIONISMO“, Kurator: Jorge Bravo, Fundación La Caixa, Barcelona/Madrid/Lleida/Palma de Mallorca
- 2010 „Angst hat grosse Augen“, Werkleitz 2010; Kunstfilmtag „Un_schärfen des Dokumentarischen“, Düsseldorf
- 2011 „Move Slowly - To Avoid Accidents“ (solo), Kuona Trust Art Center, Nairobi
- 2011 „I AM WALL, I AM FLOOR, I AM DOOR“, performance, bei Bea Crepain, Antwerpen
- 2012 „Pas de deux - A tribute to Yvonne Rainer“, Smokkel-Performance, Museum Ludwig, Köln